# Баранов, Виктор Ильич
Ви́ктор Ильи́ч Бара́нов (4 января 1906, Тула — 26 октября 1996, Москва) — советский военачальник, участник советско-финской и Великой Отечественной войн, Герой Советского Союза (21.03.1940). Генерал-лейтенант танковых войск (15.12.1943).

## Молодость, начало военной службы
Родился 4 января 1906 года в городе Туле в семье приказчика самоварной фабрики Воронцовых Ильи Матвеевича Баранова, который родился в городе Ефремове Тульской губернии в 1868 году в семье мещан. Виктор был крещен в Богородицерождественской что на Ржавце (Николо-Ржавской) церкви города Тулы. 
Виктор окончил трёхклассную начальную школу в 1917 году, первый класс Высшего начального училища в 1918 году, Тульскую техническую школу. Работал на одном из тульских предприятий.
В Красной Армии с сентября 1923 года, доброволец. Поступил в 17-ю Тульскую пехотную школу, которая в 1924 году была переведена во Владикавказ и преобразована во Владикавказскую пехотную школу. Во время учёбы в составе сводного отряда курсантов участвовал в чекистско-войсковой операции по разоружению бандформирований в Чечне в 1925 году. Окончил школу в 1925 году. С октября 1926 года служил в 64-м стрелковом полку 22-й стрелковой дивизии Северо-Кавказского военного округа (г. Микоян-Шахар): помощник командира взвода и командир взвода полковой школы. В 1926 году участвовал в операции по ликвидации бандформирований в районе Хасавюрта. Член ВКП(б) с 1929 года. С февраля 1932 года служил в первой советской бронетанковой воинской части — Отдельной механизированной бригаде имени К. Б. Калиновского Московского военного округа, где был командиром взвода, командиром роты в пулемётном батальоне. В 1933 году окончил Московские курсы усовершенствования комсостава мотомехвойск РККА. С сентября 1934 года — командир танковой роты 13-й механизированной бригады 5-го механизированного корпуса Московского ВО (Наро-Фоминск), с февраля 1935 — помощник начальника штаба батальона там же.

## Войны в Испании и Финляндии
С октября 1936 по ноябрь 1937 года капитан В. И. Баранов участвовал в национально-революционной войне испанского народа 1936-1939 годов. Вопреки утверждениям в литературе, где указывается, что В. И. Баранов командовал в Испании танковой ротой, по его словам, воевал он в должности военного советника, а в боевой обстановке пришлось принять командование испанским танковым батальоном. Был ранен, награждён орденом Красной Звезды (1937) и орденом Красного Знамени (1937).
После возвращения в СССР в апреле 1938 года был назначен с большим повышением в должности командиром 31-й механизированной бригады Ленинградского военного округа (Старый Петергоф).
Участник советско-финской войны 1939-40 годов. В феврале 1940 года 13-я лёгкая танковая бригада (10-й танковый корпус, 7-я армия, Северо-Западный фронт) под командованием полковника В. И. Баранова вместе с 123-й стрелковой дивизией прорвала оборону противника в районе посёлка Кямяря (ныне посёлок Гаврилово Выборгского района Ленинградской области). При овладении сильно укреплённым посёлком Пиенперо комполка В. И. Баранов проявил организаторские способности, мужество и отвагу.
Указом Президиума Верховного Совета СССР от 21 марта 1940 года «за образцовое выполнение боевых заданий командования на фронте борьбы с финской белогвардейщиной и проявленные при этом отвагу и геройство» полковнику Баранову Виктору Ильичу присвоено звание Героя Советского Союза с вручением ордена Ленина и медали «Золотая Звезда» (№ 134).
С июня 1940 года командовал 1-й танковой дивизией 1-го механизированного корпуса Ленинградского ВО. Постановлением Совета Народных Комиссаров Союза ССР от 4 июня 1940 года Баранову В. И. присвоено воинское звание «генерал-майор танковых войск».
В мае 1941 года В. И. Баранов окончил Курсы усовершенствования высшего начсостава при Военной академии РККА имени М. В. Фрунзе, после чего вернулся к исполнению должности командира 1-й танковой дивизии.

## Великая Отечественная война
Встретил в этой должности начало Великой Отечественной войны. Дивизия входила в состав 14-й армии Северного фронта, участвовала в оборонительной операции в Карелии и оборонялась под Алакуртти и западнее Кандалакши. В связи с катастрофическим развитием ситуации в Прибалтике дивизия была спешно переброшена в район южнее Ленинграда и с начала июля активно участвовала в Ленинградской оборонительной операции. В боях за Красногвардейск (ныне Гатчина) отличилась 3-я танковая рота Колобанова З. Г. из 1-го танкового батальона капитана Шпиллера И. Б., подбив за 20 августа 1941 года в общей сложности 43 немецких танка. К началу сентября дивизия оказалась «раздёргана» на части — половина дивизии обороняла Пушкин, вторая половина — Ораниенбаум.
В конце сентября 1941 года дивизия была расформирована, на базе её частей была создана 123-я танковая бригада, командиром которой назначен генерал-майор танковых войск В. И. Баранов. В составе 54-й армии бригада участвовала в безуспешной Синявинской операции в октябре 1941 года, где понесла большие потери.
С апреля 1942 года — заместитель командующего по автобронетанковым войскам 54-й армии Ленинградского фронта.
С июня 1942 года и до конца войны — заместитель командующего по танковым войскам (с января 1943 должность именовалась «командующий бронетанковыми и механизированными войсками») Ленинградского фронта. Участник обороны Ленинграда, операции «Искра», Ленинградско-Новгородской, Выборгско-Петрозаводской, Прибалтийской наступательных операций, а также блокады Курляндской группировки немецких войск. Генерал-лейтенант танковых войск (15 декабря 1943).

## Послевоенное время
В апреле 1945 года генерал Баранов был отозван с фронта на учёбу. В 1946 году окончил Высшую военную академию имени К. Е. Ворошилова. С июня 1946 года — командующий бронетанковыми и механизированными войсками Ленинградского военного округа. С мая 1950 года — на той же должности в Дальневосточном военном округе. С августа 1953 года — командующий бронетанковыми и механизированными войсками 15-й армии Дальневосточного военного округа (войска армии дислоцировались на острове Сахалин и Курильских островах). Тогда же, в 1954 году окончил Высшие академические курсы при Высшей военной академии имени К. Е. Ворошилова. С февраля 1955 года — старший военный советник командующего бронетанковыми и механизированными войсками Чехословацкой народной армии. С января 1957 по декабрь 1960 года — генерал-инспектор по бронетанковым и механизированным войскам штаба Объединённых Вооружённых сил государств — участников Организации Варшавского договора. С февраля 1961 года генерал-лейтенант танковых войск В. И. Баранов — в запасе.
В 1960-х — начале 1990-х годов жил в Москве в «Генеральском доме» (Ленинградский проспект, 75). Умер 26 октября 1996 года, похоронен на Головинском кладбище (участок № 6).

## Воинские звания
- Капитан (1935);
- майор (1937);
- полковник (февраль 1938);
- комбриг (21.03.1940);
- генерал-майор танковых войск (4.06.1940);
- генерал-лейтенант танковых войск (15.12.1943)[8].

## Награды
- Медаль «Золотая Звезда» Героя Советского Союза (№ 134, 21 марта 1940)
- 2 ордена Ленина (21.03.1940, 20.06.1949)
- 5 орденов Красного Знамени (24.10.1937, 22.06.1944, 5.10.1944, 3.11.1944, 20.04.1953)
- орден Кутузова 1-й степени (21.02.1944)
- 2 ордена Отечественной войны 1-й степени (19.05.1943, 11.03.1985)
- орден Красной Звезды (2.01.1937)
- медалями.

## Труды
- Герой Советского Союза генерал-майор В. Баранов. В решающих боях // Бои в Финляндии: Воспоминания участников. Ч. 2. — М.: Воениздат, 1941. — С. 58—62.
- Баранов В. И. Броня и люди // Танкисты в сражении за Ленинград. — Л.: Лениздат, 1987.